# Marland
Marland – miasto w Stanach Zjednoczonych, w stanie Oklahoma, w hrabstwie Noble.